# Portugal en el Festival de la Canción de Eurovisión 2024
Portugal participó en el LXVIII Festival de la Canción de Eurovisión, que se celebró en Malmö, Suecia del 7 al 11 de mayo de 2024, tras la victoria de Loreen con la canción «Tattoo». La Radio y Televisión de Portugal (RTP) radiodifusora encargada de la participación lusa dentro del festival, decidió mantener el formato de selección tradicional, organizando el Festival RTP da Canção para elegir al representante del país en el concurso eurovisivo.
Tras la realización de dos semifinales y una final, en la que concursaron 20 canciones compuestas por 20 compositores invitados por la RTP, fue elegida el tema «Grito», interpretado y compuesto por iolanda. La cantante obtuvo 22 de 24 puntos posibles, siendo la opción predilecta del jurado profesional y la segunda del televoto.
Durante el festival, Portugal se presentó y clasificó en la primera semifinal tras ubicarse en 8.º lugar con 58 puntos, logrando mantener su racha de clasificaciones consecutivas a la final. Cuatro días más tarde, en la gran final, Portugal finalizó en la décima posición con 152 puntos, 139 del jurado profesional y 13 del televoto, con lo cual el país luso entró por duodécima vez en la historia del concurso entre los diez primeros puestos.

## Historia de Portugal en el Festival
Portugal debutó en el Festival de 1964, participando desde entonces en 54 ocasiones. Desde su debut, Portugal es uno de los países con los peores resultados dentro del concurso, habiéndose colocado solamente en una ocasión dentro del Top 5 y en once dentro del Top 10. Desde la introducción de las semifinales en 2004, Portugal solo ha avanzado en 7 ocasiones a la final. Sin embargo, Portugal ha vencido en una ocasión el concurso: en la edición de 2017, con la canción de influencia jazz «Amar pelos dois» interpretada por Salvador Sobral y compuesta por su hermana Luísa Sobral. Además, el tema obtuvo 758 puntos, la puntuación más grande de la historia.
En 2023, la ganadora del tradicional Festival RTP da Canção Mimicat, terminó en 23.ª posición con 59 puntos en la gran final: 16 puntos del televoto (22.ª) y 43 del jurado profesional (18.ª), con el tema «Ai Coração».

## Representante para Eurovisión

### Festival da Canção 2024
El Festival da Canção de 2024 fue la 58° edición del prestigioso festival portugués. Portugal confirmó su participación en el Festival de Eurovisión 2024 el 7 de agosto de 2023,con la publicación del reglamento y la apertura del proceso de recepción de candidaturas del Festival 2024 hasta el 31 de octubre de 2023.La competencia tuvo lugar durante tres fines de semana entre el 24 de febrero y el 9 de marzo con la participación de 20 intérpretes.
La final del festival, tuvo lugar el 9 de marzo. Participaron los 12 clasificados de las semifinales siendo sometidos a una votación, compuesta por la votación de 7 jurados provenientes de las 7 regiones del país (50%) y la votación del público (50%). Tras la votación, la cantante iolanda consiguió un total de 22 puntos tras ser la opción predilecta del jurado regional y la segunda del televoto. De esta forma, la cantante se convirtió en la 55° representante de Portugal en Eurovisión con la balada de tintes folk «Grito».La canción compuesta por la propia iolanda junto a Luar, es descrito como «un grito de autodefensa y confianza en uno mismo», siendo una canción inspirada en los desafíos y vida de la cantante durante su viaje de autodescubrimiento y búsqueda de la paz interior.
| N.º | Intérprete              | Canción                  | Jurado | Televoto | Lugar | Puntos |
| --- | ----------------------- | ------------------------ | ------ | -------- | ----- | ------ |
| 1   | Silk Nobre              | «Change»                 | 7      | 5        | 4     | 12     |
| 2   | Rita Onofre             | «Criatura»               | 5      | 0        | 8     | 5      |
| 3   | NOBLE                   | «Memory»                 | 1      | 6        | 7     | 7      |
| 4   | Buba Espinho            | «O Farol»                | 8      | 2        | 6     | 10     |
| 5   | Nena                    | «Teorias Da Conspiração» | 3      | 1        | 10    | 4      |
| 6   | iolanda                 | «Grito»                  | 12     | 10       | 1     | 22     |
| 7   | No Maka (con Ana Maria) | «Aceitar»                | 0      | 3        | 11    | 3      |
| 8   | Cristina Clara          | «Primavera»              | 2      | 0        | 12    | 2      |
| 9   | Rita Rocha              | «Pontos Finais»          | 4      | 7        | 5     | 11     |
| 10  | Leo Middea              | «Doce Mistério»          | 10     | 8        | 3     | 18     |
| 11  | Perpétua                | «Bem Longe Daqui»        | 0      | 4        | 9     | 4      |
| 12  | João Borsch             | «...Pelas Costuras»      | 6      | 12       | 2     | 18     |

## En Eurovisión
De acuerdo a las reglas del festival, todos los concursantes debían iniciar desde las semifinales, a excepción del anfitrión (en este caso, Suecia) y el Big Five compuesto por Alemania, España, Francia, Italia y el Reino Unido. En el sorteo realizado el 30 de enero de 2024, Portugal fue sorteada en la primera semifinal del festival. En este mismo sorteo, se determinó que participaría en la segunda mitad de la semifinal (posiciones 8-15). Semanas después, ya conocidos los artistas y sus respectivas canciones participantes, la producción del programa dio a conocer el orden de actuación, determinando que el país participaría en la decimocuarta posición, después de Australia y precediendo a Luxemburgo.
La RTP transmitió el concurso en su totalidad a través de su canal principal. RTP1. El festival también fue transmitido a través de sus señales internacionales, RTP Internacional y RTP África. Los comentarios corrieron por parte de José Carlos Malato y Nuno Galopim, quienes comentaron el festival por quinta y séptima vez, respectivamente. La portavoz de la votación del jurado profesional portugués fue la representante lusa del año anterior, Mimicat.

### Semifinal 1

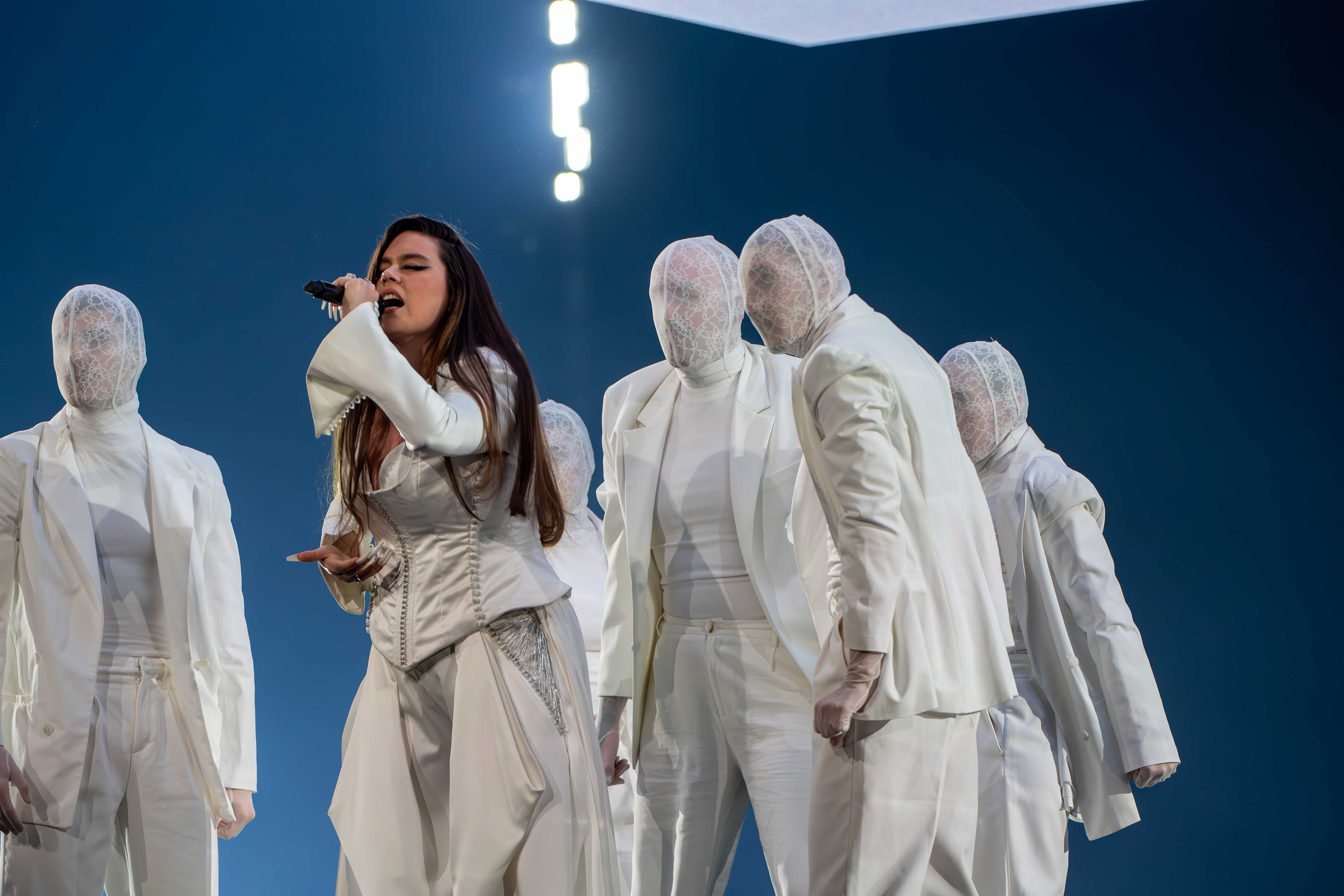
iolanda durante un ensayo de la primera semifinal.

iolanda tomó parte de los ensayos los días 28 de abril y 1 de mayo así como de los ensayos generales con vestuario de la primera semifinal los días 6 y 7 de mayo. Portugal se presentó en la posición 14, después de Australia y antes de Luxemburgo.
La actuación portuguesa se mantuvo similar a la presentada en el Festival da Canção, siendo iolanda acompañada por cinco bailarines contemporáneos. El color blanco fue el predominante de la actuación tanto en las pantallas led como en el vestuario, haciéndose uso de los cubos retráctiles del techo para crear espacios más íntimos durante la actuación.
Al final del espectáculo, Portugal fue anunciada como uno de los 10 países finalistas. Los resultados revelados una vez terminado el festival, posicionaron a Portugal en 8° lugar de la semifinal con un total de 58 puntos, siendo votada por todos los países con excepción de Suecia, incluyendo los 12 puntos de Luxemburgo. Este resultado significó la cuarta clasificación consecutiva del país a la final, la mejor racha en su historia superando las tres clasificaciones consecutivas entre 2008 y 2010.

### Final
Durante un sorteo previo a la rueda de prensa de los ganadores de la primera semifinal, se decidió en que mitad participaría cada finalista. Portugal fue sorteada como "producer's choice", quedando a decisión de los productores la mitad y el puesto a actuar. El orden de actuación revelado durante la madrugada del viernes 11 de mayo, decidió que Portugal debía actuar en la posición 18 por delante de Finlandia y por detrás de Armenia.iolanda tomó parte de los ensayos generales con vestuario de la final los días 10 y 11 de mayo.El ensayo general de la tarde del 10 fue tomado en cuenta por los jurados profesionales para emitir sus votos, que representaron el 50% de los puntos.
Durante la votación, Portugal se colocó en 7.ª posición en la votación del jurado profesional con 139 puntos, siendo votado por veinticinco jurados incluyendo 3 máximas puntuaciones: de Croacia, Francia y el Reino Unido. Respecto al televoto, Portugal se ubicó en la 20.ª posición con 13 puntos: seis de Luxemburgo, cinco de Francia y dos de Suiza. La sumatoria final le dio 152 puntos a iolanda, ubicándose en la 10.ª posición, convirtiéndose en el tercer Top 10 para el país luso desde su regreso a la competencia en 2017.

### Votación

#### Puntuación a Portugal

##### Semifinal 1
| Televoto            | Televoto                          | Televoto                                         | Televoto                                                  | Televoto              |
| 12 puntos           | 10 puntos                         | 8 puntos                                         | 7 puntos                                                  | 6 puntos              |
| ------------------- | --------------------------------- | ------------------------------------------------ | --------------------------------------------------------- | --------------------- |
| - Luxemburgo        |                                   |                                                  |                                                           |                       |
| 5 puntos            | 4 puntos                          | 3 puntos                                         | 2 puntos                                                  | 1 punto               |
| - Lituania - Serbia | - Azerbaiyán - Chipre - Finlandia | - Irlanda - Moldavia - Polonia - Resto del Mundo | - Australia - Croacia - Eslovenia - Reino Unido - Ucrania | - Alemania - Islandia |

##### Final
| Jurado                            | Jurado                                   | Jurado                                | Jurado                                             | Jurado             |
| 12 puntos                         | 10 puntos                                | 8 puntos                              | 7 puntos                                           | 6 puntos           |
| --------------------------------- | ---------------------------------------- | ------------------------------------- | -------------------------------------------------- | ------------------ |
| - Croacia - Francia - Reino Unido | - Armenia                                | - Eslovenia - Lituania - Países Bajos | - Suiza                                            | - Grecia - Polonia |
| 5 puntos                          | 4 puntos                                 | 3 puntos                              | 2 puntos                                           | 1 punto            |
| - Albania - Irlanda - San Marino  | - Georgia - Islandia - Moldavia - Suecia | - Bélgica                             | - Chequia - España - Israel - Luxemburgo - Ucrania | - Letonia - Malta  |
| Televoto                          |                                          |                                       |                                                    |                    |
| 12 puntos                         | 10 puntos                                | 8 puntos                              | 7 puntos                                           | 6 puntos           |
|                                   |                                          |                                       |                                                    | - Luxemburgo       |
| 5 puntos                          | 4 puntos                                 | 3 puntos                              | 2 puntos                                           | 1 punto            |
| - Francia                         |                                          |                                       | - Suiza                                            |                    |

#### Votación realizada por Portugal[18][19]
| Puntos    | Televoto   |
| --------- | ---------- |
| 12 puntos | Ucrania    |
| 10 puntos | Luxemburgo |
| 8 puntos  | Chipre     |
| 7 puntos  | Irlanda    |
| 6 puntos  | Croacia    |
| 5 puntos  | Moldavia   |
| 4 puntos  | Lituania   |
| 3 puntos  | Eslovenia  |
| 2 puntos  | Australia  |
| 1 punto   | Serbia     |

| Puntos    | Jurado      | Televoto |
| --------- | ----------- | -------- |
| 12 puntos | Suiza       | Israel   |
| 10 puntos | Irlanda     | Ucrania  |
| 8 puntos  | Armenia     | Francia  |
| 7 puntos  | Lituania    | Croacia  |
| 6 puntos  | Ucrania     | Suiza    |
| 5 puntos  | Italia      | Irlanda  |
| 4 puntos  | Reino Unido | Italia   |
| 3 puntos  | Suecia      | España   |
| 2 puntos  | Alemania    | Armenia  |
| 1 punto   | Serbia      | Chipre   |

##### Desglose
El jurado portugués en la final estuvo compuesto por:
- Edmundo Inácio
- Joaquim Albergaria
- Inês Henriques
- Rafaela e Ribas dos Santos da Silva Rodrigues
- Patrícia Silveira

| Semifinal 1 | Semifinal 1 | Semifinal 1                | Semifinal 1                |
| N.º         | País        | Televoto                   | Televoto                   |
| N.º         | País        | Ranking                    | Puntos                     |
| ----------- | ----------- | -------------------------- | -------------------------- |
| 01          | Chipre      | 3                          | 8                          |
| 02          | Serbia      | 10                         | 1                          |
| 03          | Lituania    | 7                          | 4                          |
| 04          | Irlanda     | 4                          | 7                          |
| 05          | Ucrania     | 1                          | 12                         |
| 06          | Polonia     | 13                         |                            |
| 07          | Croacia     | 5                          | 6                          |
| 08          | Islandia    | 14                         |                            |
| 09          | Eslovenia   | 8                          | 3                          |
| 10          | Finlandia   | 12                         |                            |
| 11          | Moldavia    | 6                          | 5                          |
| 12          | Azerbaiyán  | 11                         |                            |
| 13          | Australia   | 9                          | 2                          |
| 14          | Portugal    | -------------------------- | -------------------------- |
| 15          | Luxemburgo  | 2                          | 10                         |

| Final | Final        | Final                      | Final                      | Final                      | Final                      | Final                      | Final                      | Final                      | Final                      | Final                      |
| N.º   | País         | Jurado                     | Jurado                     | Jurado                     | Jurado                     | Jurado                     | Jurado                     | Jurado                     | Televoto                   | Televoto                   |
| N.º   | País         | Jurado A                   | Jurado B                   | Jurado C                   | Jurado D                   | Jurado E                   | Rank                       | Puntos                     | Rank                       | Puntos                     |
| ----- | ------------ | -------------------------- | -------------------------- | -------------------------- | -------------------------- | -------------------------- | -------------------------- | -------------------------- | -------------------------- | -------------------------- |
| 01    | Suecia       | 5                          | 8                          | 10                         | 12                         | 7                          | 8                          | 3                          | 18                         |                            |
| 02    | Ucrania      | 7                          | 6                          | 4                          | 10                         | 5                          | 5                          | 6                          | 2                          | 10                         |
| 03    | Alemania     | 10                         | 9                          | 13                         | 7                          | 14                         | 9                          | 2                          | 20                         |                            |
| 04    | Luxemburgo   | 12                         | 16                         | 14                         | 8                          | 9                          | 11                         |                            | 11                         |                            |
| 05    | Países Bajos | 22                         | 18                         | 12                         | 18                         | 10                         | 17                         |                            | N/A                        |                            |
| 06    | Israel       | 25                         | 25                         | 25                         | 16                         | 22                         | 23                         |                            | 1                          | 12                         |
| 07    | Lituania     | 9                          | 4                          | 5                          | 4                          | 6                          | 4                          | 7                          | 12                         |                            |
| 08    | España       | 21                         | 11                         | 7                          | 13                         | 17                         | 13                         |                            | 8                          | 3                          |
| 09    | Estonia      | 16                         | 21                         | 6                          | 17                         | 25                         | 14                         |                            | 19                         |                            |
| 10    | Irlanda      | 1                          | 3                          | 3                          | 2                          | 1                          | 2                          | 10                         | 6                          | 5                          |
| 11    | Letonia      | 8                          | 13                         | 22                         | 15                         | 21                         | 15                         |                            | 16                         |                            |
| 12    | Grecia       | 17                         | 20                         | 23                         | 25                         | 16                         | 22                         |                            | 13                         |                            |
| 13    | Reino Unido  | 4                          | 5                          | 8                          | 14                         | 15                         | 7                          | 4                          | 17                         |                            |
| 14    | Noruega      | 13                         | 19                         | 16                         | 22                         | 18                         | 21                         |                            | 15                         |                            |
| 15    | Italia       | 11                         | 7                          | 9                          | 6                          | 4                          | 6                          | 5                          | 7                          | 4                          |
| 16    | Serbia       | 15                         | 10                         | 15                         | 5                          | 13                         | 10                         | 1                          | 22                         |                            |
| 17    | Finlandia    | 24                         | 17                         | 11                         | 20                         | 11                         | 18                         |                            | 14                         |                            |
| 18    | Portugal     | -------------------------- | -------------------------- | -------------------------- | -------------------------- | -------------------------- | -------------------------- | -------------------------- | -------------------------- | -------------------------- |
| 19    | Armenia      | 3                          | 1                          | 2                          | 3                          | 3                          | 3                          | 8                          | 9                          | 2                          |
| 20    | Chipre       | 6                          | 14                         | 21                         | 11                         | 19                         | 12                         |                            | 10                         | 1                          |
| 21    | Suiza        | 2                          | 2                          | 1                          | 1                          | 2                          | 1                          | 12                         | 5                          | 6                          |
| 22    | Eslovenia    | 14                         | 15                         | 18                         | 9                          | 20                         | 16                         |                            | 24                         |                            |
| 23    | Croacia      | 23                         | 24                         | 19                         | 21                         | 8                          | 20                         |                            | 4                          | 7                          |
| 24    | Georgia      | 19                         | 23                         | 20                         | 23                         | 23                         | 24                         |                            | 23                         |                            |
| 25    | Francia      | 18                         | 12                         | 17                         | 19                         | 12                         | 19                         |                            | 3                          | 8                          |
| 26    | Austria      | 20                         | 22                         | 24                         | 24                         | 24                         | 25                         |                            | 21                         |                            |